# Sometime Anywhere
Sometime Anywhere (en español: En algún momento, en cualquier lugar) es el octavo álbum de estudio de la banda australiana The Church, publicado el 24 de mayo de 1994. Luego del fracaso comercial de Priest=Aura, el complejo ambiente terminó con la partida de Jay Dee Daugherty y Peter Koppes de la banda, quedando Kilbey y Willson-Piper experimentando con nuevos sonidos. Con canciones y material extenso, fue publicado un segundo disco con siete canciones como bonus, Somewhere Else.
La producción estuvo a cargo de Dare Mason, amigo de Willson-Piper, además de contar con apoyo de músicos de sesión: la violinista Linda Neil, Sandy Chick y Carol Broca-Wander en coros, mientras el trabajo de batería y programación fue extraído de Martin Rössel, Darren Ryan, Boris Goudenov y Tim Powles. Sería este último quien se establecería en 1996 como nuevo miembro de la banda, además de ser el encargado sonoro de futuros álbumes.

## Lista de canciones
| N.º      | Título                 | Duración |  |
| 1.       | «Day of the Dead»      | 6:45     |  |
| 2.       | «Lost My Touch»        | 6:31     |  |
| 3.       | «Loveblind»            | 6:24     |  |
| 4.       | «My Little Problem»    | 7:18     |  |
| 5.       | «The Maven»            | 6:48     |  |
| 6.       | «Angelica»             | 5:07     |  |
| 7.       | «Lullaby»              | 2:59     |  |
| 8.       | «Eastern»              | 3:47     |  |
| 9.       | «Two Places at Once»   | 7:53     |  |
| 10.      | «Business Woman»       | 4:30     |  |
| 11.      | «Authority»            | 5:08     |  |
| 12.      | «Fly Home»             | 8:43     |  |
| 13.      | «The Dead Man's Dream» | 4:57     |  |
| 01:16:50 |                        |          |  |

### Reedición australiana (2005)
| N.º      | Título                            | Duración |  |
| 1.       | «This Time Being»                 | 4:34     |  |
| 2.       | «Leave Your Clothes On»           | 4:48     |  |
| 3.       | «Cut in Two»                      | 4:55     |  |
| 4.       | «The Myths You Made»              | 4:33     |  |
| 5.       | «Freeze to Burn»                  | 3:54     |  |
| 6.       | «Macabre Tavern»                  | 3:55     |  |
| 7.       | «Two Places at Once (Radio Edit)» | 4:29     |  |
| 8.       | «Two Places at Once (Video Edit)» | 4:50     |  |
| 01:52:49 |                                   |          |  |

## Posicionamiento en listas
| Listas (1994)           | Mejor posición |
| ----------------------- | -------------- |
| Australia (ARIA Charts) | 27             |